# Marek Dospiva
Marek Dospiva (* 18. Juli 1969 in Kutná Hora) ist ein tschechischer Unternehmer und Milliardär.

## Werdegang
Er studierte am Moskauer Staatlichen Institut für Internationale Beziehungen und an der Universität Peking. Seine ersten Erfahrungen im Geschäftsleben sammelte er Anfang der 1990er Jahre, als er während seines Studienaufenthalts in Peking zusammen mit seinem ehemaligen Studienkollegen Jaroslav Haščák begann, chinesische Textilprodukte an Einzelhandelsketten in der Tschechoslowakei zu importieren.
Gemeinsam mit einem weiteren Partner, Jozef Oravkin, begannen Dospiva und Haščák mit dem Handel auf dem entstehenden Wertpapiermarkt in Bratislava. Ende 1993 gründeten sie gemeinsam mit Martin Kušik und Juraj Herek die Firma Penta Broker. Der Name Penta steht für die fünf Partner, die bei der Gründung der Firma involviert waren.
Während der Privatisierung in der Slowakei im Jahr 1996 erlangte Penta die Kontrolle über den größten Fonds des Landes und zahlte nur 20 Prozent seines tatsächlichen Marktwertes.
Im Jahr 2001 trat Penta in den tschechischen Markt ein und Dospiva begann mit der Verwaltung der Vermögenswerte des Unternehmens in Prag, wo er ein Team von Anlageexperten aufbauten. Seine Investmentgesellschaft Penta Investments hat u. a. die Apothekenkette Dr. Max gegründet, die seit 2018 auch auf dem rumänischen Markt aktiv ist.

## Vermögen
Im Februar 2022 schätze die Zeitschrift Forbes sein Vermögen auf 1,1 Milliarden US-Dollar.